# گرویسنهایم
گرویسنهایم (به آلمانی: Greußenheim) یک شهر در آلمان است که در Würzburg واقع شده‌است.